# Новиков, Константин Александрович
Константин Александрович Новиков (23 октября (4 ноября) 1910, с. Ченцово, Алексинский уезд, Тульская губерния, Российская империя — 7 ноября 1974, Москва, РСФСР) — советский партийный и государственный деятель, председатель Государственного комитета Совета Министров РСФСР по использованию трудовых ресурсов (1967—1974).

## Биография
Родился в крестьянской семье. Член ВКП(б) с 1932 г. В 1952 г. заочно окончил Высшую партийную школу при ЦК ВКП(б).
- 1936—1938 гг. — в секретариате Исполнительного комитета Коммунистического Интернационала,
- 1939—1945 гг. — секретарь комитета ВКП(б) Московского химико-технологического института им. Д. И. Менделеева, секретарь Советского районного комитета ВКП(б) (Москва), первый секретарь Куйбышевского района ВКП(б) (Москва),
- 1945—1951 гг. — второй секретарь Рижского городского комитета КП(б) Латвии,
- 1951—1952 гг. — заместитель председателя Совета Министров Латвийской ССР,
- 1952—1953 гг. — второй секретарь Рижского областного комитета КП(б) — КП Латвии,
- 1953—1956 гг. — заведующий отделом Краснодарского краевого комитета КПСС,
- 1956—1957 гг. — второй секретарь Архангельского областного комитета КПСС,
- 1957—1960 гг. — председатель исполнительного комитета Архангельского областного Совета,
- 1960—1967 гг. — первый секретарь Архангельского областного комитета КПСС. В этот период была введена в эксплуатацию первая очередь Котласского ЦБК; образовано обувное производственное объединение «Северянка»; начал свою работу Маймаксанский лесопильно-деревообрабатывающий комбинат; был открыт автожелезнодорожный мост через Северную Двину в Архангельске (1964), построена телевизионная станция сверхдальних передач «Орбита» (1967).

С 1967 г. — председатель Государственного комитета СМ РСФСР по использованию трудовых ресурсов.
Кандидат в члены ЦК КПСС (1961—1971). Депутат Верховного Совета СССР 6 и 7 созывов.
Похоронен в Москве на Новодевичьем кладбище.

## Награды и звания
- орден Ленина (дважды),
- орден Трудового Красного Знамени (четырежды),
- орден Красной Звезды,
- орден «Знак Почета»,
- медали.